# Football Club Mendrisio
 (février 2021).
Si vous disposez d'ouvrages ou d'articles de référence ou si vous connaissez des sites web de qualité traitant du thème abordé ici, merci de compléter l'article en donnant les références utiles à sa vérifiabilité et en les liant à la section « Notes et références ».
Le Football Club Mendrisio également connu sous le nom de Mendrisio Star, est un club de football suisse basé à Mendrisio. 

## Histoire
Le club est fondé en 1912 dans la ville de Mendrisio, puis dissout en 1918. En 1920, le club est remis sur pied sous le nom AC Mendrisio. En 1923, le club fait faillite, l'année suivante il est reformé sous le nom FC Speranza Mendrisio.
En 1948, le club est promu en deuxième division suisse. Il ne se maintiendra que quatre années à ce niveau.
Le club se renomme quelque temps plus tard FC Mendrisio, puis en 1959 devient FC Mendrisiostar. C'est sous ce nom qu'il connait ses plus gros succès. En 1968, le club remonte en deuxième division, il y restera sept années où le club atteint la demi-finale de la Coupe de Suisse en 1971.
En 1975, le club est relégué en troisième division, il parviendra à faire plusieurs fois l'ascenseur entre la deuxième et la troisième division.
En 1982, le nom redevient FC Mendrisio. En 2006, le club fusionne avec le FC Stabio et devient le FC Mendrisio-Stabio. Le club est dissous en 2012 et redevient le FC Mendrisio.

## Anciens joueurs
- Claudio Sulser
- José Altafini